# Glinianka (województwo mazowieckie)
Glinianka – wieś w Polsce położona w województwie mazowieckim, w powiecie otwockim, w gminie Wiązowna, nad rzeką Świder. Dawniej miasto.
| SIMC    | Nazwa      | Rodzaj    |
| ------- | ---------- | --------- |
| 1057901 | Podsmólnik | część wsi |
| 1058013 | Wrzosy     | część wsi |

Na terenie wsi są utworzone dwa sołectwa Glinianka I (872 mieszkańców) i Glinianka II (240 mieszkańców).
Glinianka uzyskała lokację miejską w 1557 roku, zdegradowana w 1820 roku. Położona była w drugiej połowie XVI wieku w powiecie garwolińskim ziemi czerskiej województwa mazowieckiego. Do 1954 roku siedziba wiejskiej gminy Glinianka. W latach 1975–1998 miejscowość administracyjnie należała do województwa warszawskiego.

## Toponimia
Nazwa wsi wywodzi się od gliny, której duże pokłady zalegają licznie na okolicznych terenach. Po uzyskaniu praw miejskich przez Gliniankę, osadę zaczęto nazywać Wawrzyńczewem od imienia Wawrzyńca Dobrzynieckiego, który znacznie przyczynił się do rozwoju miejscowości. Nazwy tej zaprzestano używać w pierwszych dekadach XIX wieku, choć w opisach kartograficznych mogło nastąpić to już wcześniej, być może nawet po potopie szwedzkim, jak sądzi Mirosław Grzęda.

## Położenie
Glinianka położona jest na prawym brzegu Wisły, na Równinie Garwolińskiej, zdominowanej przez łąki i sosnowe lasy. Licznie występują tam polodowcowe piaszczyste wydmy i gliniaste wzgórza morenowe. Wieś leży nad mającą swe źródła w pobliżu Stoczka Łukowskiego rzeką Świder. Dawniej wokół wioski rozlokowane były kolonie i przysiółki, dziś już samodzielnie nieistniejące: Poduchowno, Podsmólnik, Uleś, Wrzos. Historycznie Glinianka leży w obrębie ziemi czerskiej. Rozległe lasy rozciągające się wokół niej wchodziły w skład Puszczy Dębskiej, Starogrodzkiej i Osieckiej, których skromne pozostałości wchodzą dziś w skład Mazowieckiego Parku Krajobrazowego.

## Historia

### Średniowiecze
Początki osadnictwa na terenie Glinianki, zwanej dawniej też Glinianami lub Drugą Wolą, przypadają na przełom XII i XIII wieku. W okresie średniowiecza wieś leżała w obrębie ziemi czerskiej, w powiecie czerskim, na terenie parafii Kołbiel. Była ważną osadą, położoną na trakcie wiodącym z przeprawy na Bugu pod Włodawą do Solca pod Jazdowem. Okoliczne ziemie należały do rycerskiego rodu Dobrzynieckich herbu Ciołek, którego kolebką była rycerska osada Dobrzyniec, położona nad Świdrem, której rozwój nastąpił w dużej mierze dzięki przywilejom, nadanym w 1476 roku przez księcia czerskiego Konrada III Rudego.
Z czasem Dobrzynieccy stali się jednym z ważniejszych rodów w ziemi czerskiej. Piastowali liczne urzędy na dworach książąt mazowieckich. Przykładem tego jest Mikołaj Dobrzyniecki, syn Ziemaka, w 1502 roku podstoli czerski, a od 1507 zakroczymski. Ów Mikołaj miał pięciu synów: Wawrzyńca, Jana, Andrzeja, Pawła i Franciszka. Pierwszy z nich, Wawrzyniec odziedziczył po ojcu ziemie nad Świdrem, wśród nich Dobrzyniec, Wolę Dobrzyniecką i Gliniankę z przynależnościami.
Lokalna ludność utrzymywała się głównie z eksploatacji zasobów leśnych, rolnictwa, rybołówstwa, bartnictwa. Lasy bogate były w dziką zwierzynę: łosie, jelenie, sarny, dziki, żubry, tury, dzikie konie. Jednak łowiectwo było wyłącznie domeną panującego, a polowanie przez członków niższych warstw społecznych było zabronione. Las obfitował także w grzyby, żołędzie, owoce, które chętnie zbierano. Z drewna wyrabiano smołę i potaż. Wielu chłopów pracowało w rycerskich folwarkach, zajmując się hodowlą koni, bydła, trzody chlewnej lub drobiu lub na należących do pana ziemiach, gdzie uprawiano zboża, takie jak żyto, proso, owies.

### Miasto Wawrzyńczew

#### Okres Rzeczypospolitej Obojga Narodów
Wawrzyniec Dobrzyniecki, który jak wyżej wspomniano odziedziczył Gliniankę i pozostałe włości nad Świdrem po ojcu, Ziemaku, wniósł bardzo duży wkład w rozwój Glinianki. Z jego inicjatywy wzniesiono dwór, kościół farny, erygowano wydzieloną z obszaru Kołbieli parafię, sama wieś została znacznie rozbudowana. 3 lipca 1557 roku król Zygmunt II August nadał osadzie prawa miejskie. W tym czasie utrwaliła się pochodząca od imienia właściciela nazwa Wawrzyńczew. Wawrzyńczew był miastem prywatnym, należącym do Dobrzynieckich, wyjętym spod władzy urzędników królewskich, oddanym pod jurysdykcję wójta, podlegającego właścicielowi. Wójt posiadał szerokie uprawnienia prawno-administracyjne, poza tym pełnił funkcję sędziego w sprawach przestępstw pospolitych, takich jak kradzież, włamanie czy zabójstwo. Wójt mógł sądzić także ludzi spoza miasta, przybywających na targi, jarmarki lub na dłużej zatrzymujących się w gospodzie podczas podróży. Kary śmierci wykonywał sprowadzany z Czerska lub Warszawy kat. O sprawach ekonomiczno-gospodarczych decydowali wybierani spośród mieszkańców miasta rajcy miejscy.
Wraz z lokacją miasta nadano Gliniance liczne przywileje, m.in. udzielano jej prawa handlu i organizowania pięciu jarmarków rocznie (w święto Zwiastowania Najświętszej Maryi Pannie, w dniu Świętej Heleny, w święto Nawiedzenia Najświętszej Maryi Dziewicy, w dniu Narodzenia Błogosławionej Maryi Dziewicy i w dniu Świętego Mikołaja). Ludność mogła ponadto każdego wtorku organizować targi. Ustalono także warunki wykonywania rzemiosła, obowiązki mieszczan zwolnionych z płacenia podatków na rzecz Skarbu Koronnego przez najbliższe piętnaście lat.
W 1566 roku dzięki działaniom Wawrzyńca Dobrzynieckiego król nadał Wawrzyńczewowi kolejny przywilej. Objął on rzemieślników i kupców. Na jego mocy wszyscy posiadający świadectwa kunsztu rzemieślniczego mieli prawo przenieść się do innego, dowolnego miasta i tam zamieszkać.
Miasto rozwijało się bardzo wolno, było biedne, mieszkańcy zajmowali się najczęściej uprawą roli i pozyskiwaniem zasobów leśnych, rzemieślników było niewielu. Wśród nich byli bartnicy, rybacy, woźnice, karczmarze, piwowar, młynarz, kołodziej, kowal i stelmach.
XVI-wieczny historyk Marcin Kromer pisał o sytuacji ludności w takich miastach, jak ówczesny Wawrzyńczew:

Otóż miasta i miasteczka zamieszkują kupcy, rzemieślnicy i kramarze, osiedla zaś i wioski oraz podmiejskie folwarki – rolnicy, ogrodnicy, pasterze bydła i pszczelarze; natomiast karczmarze, młynarze wyrobnicy, woźnice i dostawcy koni są tu i tam. Pospólstwo miast i miasteczek jest w nieco lepszym położeniu i cieszy się większą swobodą aniżeli lud wieśniaczy. Wprawdzie i jedni, i drudzy płacą swoim panom roczne czynsze, ale rolnicy i wieśniacy prawie zawsze bądź to osobiście bądź to przez najemników i swoją czeladź świadczą ponadto wszelkie darmowe prace przy uprawie pańskich gruntów i inne posługi dworskie, wykonywane nie tylko ręcznie, lecz także własnym sprzężajem. Nikomu, zatem nie wolno bez zezwolenia pana przenieść się gdzie indziej, tak, że są oni jak gdyby przypisani do ziemi i niewiele różnią się od niewolników, zwłaszcza w obecnych czasach [...] Panom przysługuje w stosunku do nich prawo życia i śmierci; wyjątek stanowią tu ci wieśniacy, którzy od dzieciństwa poświęcili się naukom i stanowi kapłańskiemu.

Około 1558 roku z fundacji Wawrzyńca Dobrzynieckiego powstał w Gliniance kościół pod wezwaniem Św. Ducha, znacznie mniejszy od parafialnego, zbudowany z drewna i leżący poza miastem. Dobrzyniecki uposażył go w wioskę Kruszówiec o powierzchni 1 włoki ziemi ornej.
Po 1566 roku zmarł Wawrzyniec Dobrzyniecki, pozostawiając po sobie dwoje dzieci: Bartłomieja i Annę, którzy jednak szybko zmarli bezpotomnie. Miasto i pozostałe włości przejęli ich kuzyni, potomkowie Jana, brata Wawrzyńca. Jednak i oni nie władali długo Wawrzyńczewem, już w 1571 roku bowiem dostał się on w ręce rodu Karczewskich herbu Jasieńczyk. W 1601 roku Jan Karczewski odsprzedał miasto wraz z okolicznymi wioskami Janowi Boglewskiemu. Kilka lat później Wawrzyńczew odziedziczył jego brat, Wojciech Boglewski, który w 1630 roku sprzedał go z przyległościami Sapiehom. W 1643 roku ziemie te należały już do Jana Sędziwoja Leżańskiego, syna Abrahama, który zakupił je od siostry Doroty.
Rozwój miasta na pewien czas zahamował w 1577 roku pożar, który prawie doszczętnie strawił Wawrzyńczew. Ocalały tylko nieliczne zabudowania, wśród nich kościół farny, leżący poza miastem kościół Św. Ducha, szpital parafialny i szkoła parafialna. Mieszkańcy, w celu odbudowy, zostali zwolnieni z opłat na rzecz króla i właściciela miasta.
Kolejna katastrofa spadła na miasto, gdy w 1655 roku rozpoczął się trwający do 1660 roku potop szwedzki, połączony z najazdem wojsk siedmiogrodzkich Jerzego II Rakoczego. Wróg prawie natychmiast opanował cały obszar Rzeczypospolitej. Wawrzyńczew został zajęty, obrabowany i spustoszony. Doprowadziło to do upadku pozycji miasta w wymianie handlowej. Na dodatek ludność dziesiątkowały epidemie i głód.
Według rejestru pogłównego właścicielem Wawrzyńczewa i okolicznych włości był w 1663 roku Szczęsny Leżański, zamieszkujący wraz z nieliczną rodziną, 12 dworzanami, 18 czeladnikami i 97 chłopami w dworze Glinianka. Prócz tego do poddanych Leżańskiego należało także 27 ludzi z Woli Karczewskiej, 43 z Woli Duckiej, 26 z Czarnówki, 9 z Kopek, razem 232 osoby.
W 1666 roku miasto wraz z częścią okolicznych wsi Szczęsny Leżański, syn Jana Sędziwoja Leżańskiego wydzierżawił staroście Krasińskiemu, a jakiś czas później ziemie te weszły w posiadanie Bielińskich herbu Junosza i Komierowskich.
Wymienieni wyżej Bielińscy byli ważnym polskim rodem magnackim, władającym olbrzymimi dobrami, m.in. ziemią karczewską i otwocką. Po przejęciu Wawrzyńczewa przyczynili się do rozwoju miasta, wspierając je finansowo. Dzięki ich pomocy, wykorzystując drewno z lasów Dziechcińca, wybudowano nowy ratusz, wyremontowano kościół parafialny, starą karczmę, której dach pokryto nowymi gontami, ponadto wzniesiono drugą karczmę i nowy młyn na Świdrze. Przez długi czas w imieniu Bielińskich dobrami w Gliniance zarządzali administratorowie – Żarynowie.
Wawrzyńczew był w XVIII wieku miasteczkiem rolniczym, mieszkańcy utrzymywali się przede wszystkim z uprawy roślin takich jak żyto, pszenica, jęczmień, owies, tatarka, rzepak, proso, czy groch oraz z przetwarzania ich w miejscowym młynie na kaszę jęczmienną, ospę, otręby żytnie i pszenne. Miasto rozwijało się bardzo wolno, było biedne, mimo położenia w pobliżu ważnych szlaków handlowych. Mieszkańców z czasem zaczęło ubywać: u schyłku XVII wieku było ich 430, w II połowie XVIII wieku natomiast – zaledwie nieco ponad 200.
W 1789 roku Wawrzyńczew oraz wsie: Czarnówka, Wola Ducka, Wola Karczewska, Wólka Mlądzka i Świerk weszły w posiadanie cześnika inowrocławskiego Józefa Antoniego Komierowskiego, który wydzierżawił je podczaszemu czernichowskiemu Chajęckiemu.

#### Czas rozbiorów i wojen napoleońskich. Utrata praw miejskich
Po III rozbiorze Rzeczypospolitej Wawrzyńczew znalazł się w granicach Monarchii Habsburgów w składzie tzw. Nowej Galicji.
Kiedy na przełomie 1806 i 1807 wojska napoleońskie wkroczyły na ziemie dawnej Rzeczypospolitej, a wkrótce potem na mocy pokoju w Tylży utworzono zależne od Francji Księstwo Warszawskie Wawrzyńczew znalazł się na granicach Księstwa i Cesarstwa Austriackiego. W 1809 roku Austriacy wykorzystując zaangażowanie Francji na innych frontach zaatakowali Księstwo Warszawskie. Wojskami polskimi dowodził książę Józef Poniatowski, który postanowił stawić opór nieprzyjaciołom na przedpolach Warszawy. Jednak plan nie powiódł się i po nierozstrzygniętej bitwie pod Raszynem Austriacy podeszli pod Warszawę. Książę Poniatowski zgodnie ze swoim planem oddał stolicę wrogowi, tym samym wiążąc część jego sił, które nieprzyjaciel musiał pozostawić w pozbawionym fortyfikacji mieście, sam zaś zamierzał ruszyć na południe, by zająć Galicję.
Okolice Warszawy były miejscem licznych starć, m.in. pod Radzyminem, na Pradze, Grochowie. 1 maja 1809 roku kawaleria i konna artyleria polska dotarły nad Świder i nad Mienię, a 3 dni później Polacy przełamali austriacką obronę przeprawy na Wiśle pod Ostrówkiem i wkroczyli na zajmowane wcześniej przez Austriaków ziemie. Niebawem w rejon Wawrzyńczewa przybył sam książę Józef Poniatowski wraz z najważniejszymi oficerami. Dowódcy obrali sobie za siedziby pałac w Wiązownie i dwór w Gliniance. Posunięcie to miało charakter wyłącznie propagandowy, Wawrzyńczew znajdował się bowiem blisko linii frontu, a także leżał na ziemiach dawnego zaboru austriackiego. Poniatowski w Wiązownie, chcąc pozyskać sobie wsparcie ludności tegoż zaboru, wydał 6 maja manifest patriotyczny: Do Polaków w zaborze austriackim, wzywający do wstępowania do wojska:

Polacy! Ziomkowie! My już dawniej zyskaliśmy niepodległość, jesteśmy Polakami, idźcie za naszym przykładem, niesiemy Wam hasło wolności i swobody. Przyłóżcie się do wielkiego wskrzeszenia ojczyzny

Odczytawszy odezwę Poniatowski na czele liczącego około 11 tysięcy żołnierzy wojska ruszył na południe. 14 maja Polacy dotarli do Lublina, 6 dni później do Zamościa, 27 maja zajęli Lwów. Atak księcia Józefa na Galicję zmusił Austriaków do wycofania się z Księstwa Warszawskiego, w tym z Warszawy, która na powrót wróciła do rąk Polaków. 14 października 1809 roku podpisano pokój w Schönbrunn z Austrią, na mocy którego zatwierdzono przynależność zdobytych ziem do Księstwa Warszawskiego. Tereny te podzielono administracyjnie według systemu obowiązującego już we Francji i w pozostałej części Księstwa: utworzono departamenty, prefektury i podprefektury. Wawrzyńczew wraz z okolicznymi terenami znalazł się w departamencie warszawskim, prefekturze stanisławowskiej, podprefekturze siennickiej.
Po Kongresie Wiedeńskim w 1815 roku Wawrzyńczew znalazł się w obrębie Królestwa Kongresowego, pozostającego w unii personalnej z Imperium Rosyjskim, a de facto będącego jego częścią. Należał do województwa mazowieckiego, obwodu stanisławowskiego, powiatu siennickiego.
Okres wojen napoleońskich był dla miasta Wawrzyńczewa czasem kryzysu, z którego miasto już nigdy się nie wydźwignęło. Ciągłe przemarsze wojsk francuskich, austriackich, rosyjskich i polskich doprowadziły jego gospodarkę do całkowitej ruiny. W konsekwencji tego w 1820 roku osada utraciła prawa miejskie. W tym czasie nazwy Wawrzyńczew przestano używać, a wieś zaczęto nazywać, tak jak dawniej, Glinianką.

### Po utracie praw miejskich

#### Powstanie listopadowe
Podczas powstania listopadowego w okolicach Glinianki doszło do walk między powstańcami a oddziałami carskimi. Stacjonowały tu wojska rosyjskie pod dowództwem feldmarszałka Iwana Dybicza, które 25 lutego 1831 roku starły się z Polakami pod Olszynką Grochowską na przedmieściach Warszawy. Mimo przewagi liczebnej, Rosjanie nie zdołali sforsować obrony, i po nierozstrzygniętej bitwie wycofali się znacznie wykrwawieni. Wiosną wojska polskie odniosły szereg zwycięstw, m.in. pod Wawrem, Dębem Wielkim i Iganiami, zmuszając tym samym Rosjan do wycofania się aż po Siedlce. Ziemia otwocka, w tym Glinianka zostały wyzwolone.
Po klęsce powstańców pod Ostrołęką Rosjanie, licząc na łatwe zwycięstwo, zaatakowali Mińsk Mazowiecki, Stanisławów, Okuniew i Karczew. Obszar ten był broniony przez wojska polskie pod dowództwem gen. Macieja Rybińskiego i gen. Girolamo Ramorino. Obaj dowódcy nie zdołali odeprzeć ofensywy i wraz z wojskami wycofali się w okolice wsi Glinki pod Karczewem. Zaniepokojony tym Naczelny Wódz gen. Jan Skrzynecki skierował im na pomoc oddziały gen. Wojciecha Chrzanowskiego. 12 lipca połączone siły powstańcze w liczbie około 20 tysięcy żołnierzy przeprowadziły kontrofensywę i wyzwoliły Mińsk, poza tym jednak Polakom nie udało się odnieść innych sukcesów, wróg bowiem w porę uszedł ze swoich pozycji.
Do kolejnych potyczek polsko-rosyjskich doszło w sierpniu 1831 roku na ziemiach od Karczewa po Mińsk Mazowiecki. Wkrótce Polacy pod dowództwem wspomnianego Girolamo Ramorino przeprowadzili kontratak, jednak został on odparty. 23 sierpnia ułani rozbili w okolicach przeprawy na Wiśle pod Karczewem carską jazdę ppłk. Duczyńskiego, który został wzięty do niewoli. Było to ostatnie zwycięskie starcie powstańców z Rosjanami. Wkrótce potem, 21 października 1831 roku powstanie listopadowe upadło. Liczne walki Polaków z wojskami carskimi doprowadziły do kolejnego spustoszenia ziem otwockich, wskutek tego gospodarka okolicznych miast i wsi, w tym Glinianki została jeszcze bardziej osłabiona.

#### Reformy podziału administracyjnego w latach 1837–1845
Na polecenie cara 7 marca 1837 roku dokonano na ziemiach zaboru rosyjskiego reformy podziału administracyjnego: województwa przemianowano w gubernie, natomiast po 11 października 1842 roku obwody stały się powiatami, dotychczasowe powiaty, natomiast – okręgami. Komisarzy wojewódzkich przemianowano na naczelników powiatowych, komisje wojewódzkie na rządy gubernialne, a prezesów komisji wojewódzkich na gubernatorów cywilnych. Istniejący dotąd powiat siennicki, do którego należała Glinianka, stał się okręgiem w nowo utworzonym powiecie stanisławowskim. Od okręgu siennickiego odłączone zostały na mocy postanowienia gubernatora z 24 sierpnia 1838 roku dobra wiązowskie, do których należały wsie: Wiązowna, Mlądz, Ryczyn (dzisiejsze Rycice-część Józefowa); Góraszka, Borysza (dzisiejszy Boryszew), Izabela, Michałówek, a także młyny Białek, Rudka, Majdan i atencja Zbójna Góra. Wszystkie te osady przyłączono do obwodu warszawskiego guberni mazowieckiej. 1 stycznia 1845 roku gubernie mazowiecką i kaliską połączono, tworząc gubernię warszawską.

#### Powstanie styczniowe
Glinianki nie ominęło powstanie styczniowe. Już 3 marca 1863 roku między nią a Porębami doszło do potyczki pomiędzy liczącym około 300 powstańców oddziałem płk Ziemomysła Kuczyka, a 500 osobową grupą żołnierzy carskich z kostromskiego pułku piechoty pod dowództwem Rejnthala, wspieraną przez sotnię kozacką. Wobec znacznej przewagi liczebnej wroga, Polacy wycofali się w kierunku Karczewa. Wkrótce, we wsi Glinki zostali zaatakowani przez Rosjan, jednak korzystając z dogodnych pozycji, stawili twardy opór i, przy stratach własnych w liczbie 15 zabitych i rannych, odparli nieprzyjaciela, który utracił 40 żołnierzy i wycofał się do Karczewa. Oddział płk Kuczyka przeprawił się po lodzie przez Wisłę, a następnego dnia został rozbity pod Górą Kalwarią, a sam dowódca został ranny.
25 maja 1863 roku w Rudce pod Glinianką oddział partyzantów pod dowództwem mjr Józefa Jankowskiego zaatakował carski konwój ze 180 rekrutami, maszerujący traktem uściługskim (dzisiejsza Szosa Lubelska) od strony Dęblina. Mimo przewagi Rosjan, udało się ich pokonać, odbijając 40 poborowych. Pozostała część konwoju rozpoczęła ucieczkę w kierunku Warszawy. Podczas starcia Polacy utracili 6 żołnierzy i 4 rekrutów, 8 ludzi zaś zostało rannych. Wróg natomiast stracił 36 żołnierzy, jednego oficera, a 8 osób odniosło rany. Poległych powstańców pochowano na cmentarzu w Wiązownie. Mszę świętą w ich intencji odprawił ówczesny proboszcz Franciszek Banaszewski. Ku ich pamięci stoi dziś przy Szosie Lubelskiej, kilkadziesiąt metrów za zakrętem do Żanęcina drewniany krzyż.
Jednym z ostatnich epizodów powstania styczniowego była próba pojmania przez Kozaków siedmiu partyzantów 23 stycznia 1864 roku nad Świdrem, być może w Mlądzu. Jeden z nich podjął heroiczną próbę stawienia wrogowi oporu, zabijając czterech nieprzyjaciół, jednak ostatecznie sam poległ. Pozostałą szóstkę wzięto do niewoli i osadzono w forcie na Pradze w Warszawie.
Nieco później, 21 lutego, doszło do niedużego starcia w Miedzeszynie, gdzie pięciu powstańców, którzy pochodzili z rozbitego oddziału, podczas próby wykonania egzekucji zleconej przez Rząd Narodowy, zostało zaatakowanych przez Kozaków. W walce jeden z Polaków zginął, pozostali natomiast dostali się do niewoli.

#### XX wiek
W czasie wojny polsko-bolszewickiej 17–18 sierpnia 1920 miała tu miejsce zwycięska dla Polaków bitwa, w której 62 pułk piechoty ppłk. Władysława Grabowskiego rozbił pododdziały sowieckich 8, 10 i 17 Dywizji Strzelców.
W 1939 roku Gliniankę zamieszkiwało 718 osób. W czasie II wojny światowej hitlerowcy zamordowali 12 osób. Mieszkańcy angażowali się w działalność ruchu oporu.
W 1975 r. w wyniku nowego podziału administracyjnego państwa zlikwidowano powiaty. Wprowadzono dwustopniowy podział kraju – gminy i województwa. Gmina Glinianka została zlikwidowana i przyłączona do gminy Wiązowna.

#### XXI wiek
W Gliniance 28 sierpnia 2005 r. powstała pętla linii autobusowej 720 łączącej Gliniankę z Warszawą.
Kościół w Gliniance stał się plenerem zdjęć dla seriali: Ojciec Mateusz i Plebania.

## Demografia
| Data | Liczba ludności      | Uwagi                                                           | Źródło |
| ---- | -------------------- | --------------------------------------------------------------- | ------ |
| 1663 | 130                  |                                                                 | [ 21 ] |
| 1777 | 216                  |                                                                 | [ 33 ] |
| 1808 | 242                  | 40 domy                                                         |        |
| 1827 | 323                  | 44 domy                                                         | [ 34 ] |
| 1892 | 277                  | 148 mężczyzn i 129 kobiet                                       | [ 35 ] |
| 1902 | 248, w tym 69 Żydów. | 133 mężczyzn, w tym 36 Żydów, oraz 115 kobiet, w tym 33 Żydówki | [ 36 ] |
| 1908 | 274, w tym 66 Żydów  | 151 mężczyzn, w tym 36 Żydów, oraz 123 kobiet, w tym 30 Żydówek | [ 37 ] |
| 1938 | 497                  |                                                                 | [ 38 ] |

## Religia

### Parafia pw. Św. Wawrzyńca
Kościół w Gliniance wybudowano przed 1556 rokiem z fundacji Wawrzyńca Dobrzynieckiego i zaraz potem erygowano parafię. Z aktu erekcji odczytać możemy:

[...] postanowił [Wawrzyniec Dobrzyniecki] w miejscu dopiero, co nazwanym Wawrzyńców (na wzgórku) wydzielonym z ziem Glinianki pobudować kościół. Zadeklarował się tego dokonać, aby chwałę Boską powiększyć oraz duszy swojej, jak też duszą swoich rodziców i krewnych w zbawieniu pomóc.

Budynek kościoła znajdował się na wzgórzu, przy potoku, płynącym z pól Czarnówki. Dobrzyniecki podarował parafii półtora łana ziemi rolnej, dwie sadzawki, domy dla plebana, dwóch wikariuszy, budynek przeznaczony na szkołę parafialną, ponadto pół łana ziemi dla organisty. Dał także prawo połowu ryb w Świdrze i wolny wyrąb lasu.
| Miejscowość             | Powierzchnia        | Właściciel lub zarządca                                                       |
| ----------------------- | ------------------- | ----------------------------------------------------------------------------- |
| Czarnówka (Cziarnówka)  | 3 Łany              | Jan Karczewski (posiadający 2 łany) i Florian Miastkowski (posiadający 1 łan) |
| Dobrzyniec Wielki       | 5 łanów i 5 zagonów | Andrzej Dobrzyniecki i jego bracia: Stanisław, Wojciech oraz Paweł            |
| Dobrzyniec Mały         | 5 zagonów           | Pani Ciołkowa                                                                 |
| Rzakta (Rzachta)        | 13 łanów            | Piotr Wasowski                                                                |
| Kruszówiec (Krusowiecz) | 2,25 łana           | Piotr Wasowski                                                                |
| Płachta                 | 1 łan               | Wojciech Radzimiński                                                          |
| Chrosna                 |                     | Zarządzane przez Mikołaja Mniszcha                                            |
| Kąty (Konty)            |                     | Zarządzane przez Mikołaja Mniszcha                                            |
| Wielgolas (Wielki Las)  |                     | Jeżowscy herbu Prus                                                           |
| Piaseczno (zagrody)     |                     |                                                                               |
| Grębiszów               |                     |                                                                               |
| Siwianka (Siwa Wola)    |                     |                                                                               |
| Górki                   |                     |                                                                               |
| razem:                  | razem:              | 111                                                                           |

Dzięki ofiarom przekazywanym przez okoliczną szlachtę, m.in. Dobrzynieckich wyposażono kościół, zakupując monstrancje, krzyże, obrazy, dzwony, organy, szaty liturgiczne, wznoszono także kaplice. Wspomniane organy ze względu na brak funduszy na ich odnawianie popadły w zniszczenie. Wizytatorzy z 1617 roku stwierdzili, że były w bardzo złym stanie.
Pierwszym proboszczem w Gliniance został w 1556 roku Mikołaj Milanowski herbu Jastrzębiec, równocześnie proboszcz w Milanowie (dzisiejszy Wilanów). Po nim nastąpił Rafał Dembowski herbu Jelita, syn Andrzeja i Anny ze Śladkowskich, równocześnie ksiądz w Osiecku. W latach 1640–1667 posługę kapłańską w Gliniance sprawowali Grzegorz i Michał Leżański, spokrewnieni z właścicielem miasta i folwarku, jak twierdzi ks. W. Knapiński, często zastępowani przez ks. Stanisława Sagackiego, być może wikariusza. Od 1667 do około 1693 roku proboszczem był Jan Tadeusz Gąsecki, z tym, że w latach 1678–1681 jego obowiązki pełnił w zastępstwie komendariusz ks. Jan Wiśniewski. Około 1693 roku plebanem w Gliniance był Kazimierz Kotaski, a po nim zmarły w 1723 roku Albert Nowociński. W latach 1743–1761 parafia w Wawrzyńczewie z powodu braku stałego proboszcza zarządzana była przez wyznaczonych przez biskupa komendariuszy. W późniejszym czasie proboszczem był ks. Kazimierz Bojakowski, a od 1797 do około 1810 roku – Franciszek Mucke. W drugiej połowie XIX wieku funkcję tę pełnili m.in. Krzysztof Buczyński i Andrzej Nowacki, który znacznie przyczynił się do konserwacji i modernizacji kościoła.

#### Kościół Św. Wawrzyńca
Obecny kościół został wzniesiony w 1763 roku na miejscu poprzedniego, z XVI wieku. W 1883 roku dobudowano dwie zakrystie (murowaną i drewnianą). Na początku XXI wieku został wyremontowany (wymiana poszycia dachowego na gont, odnowienie elewacji zewnętrznej). Jest to drewniany, jednonawowy budynek konstrukcji zrębowej, oszalowany. Ma nawę na planie prostokąta. Prezbiterium jest mniejsze i zamknięte trójbocznie z bocznymi kwadratowymi zakrystiami. Dwie kruchty pozwalają na wejście od frontu i z boku nawy. Gontowy dach dwukalenicowy, ze smukłą, czworoboczną blaszaną wieżyczką na sygnaturkę zwieńczoną latarnią i kulą. Od frontu, na dachu nawy stoi krzyż.

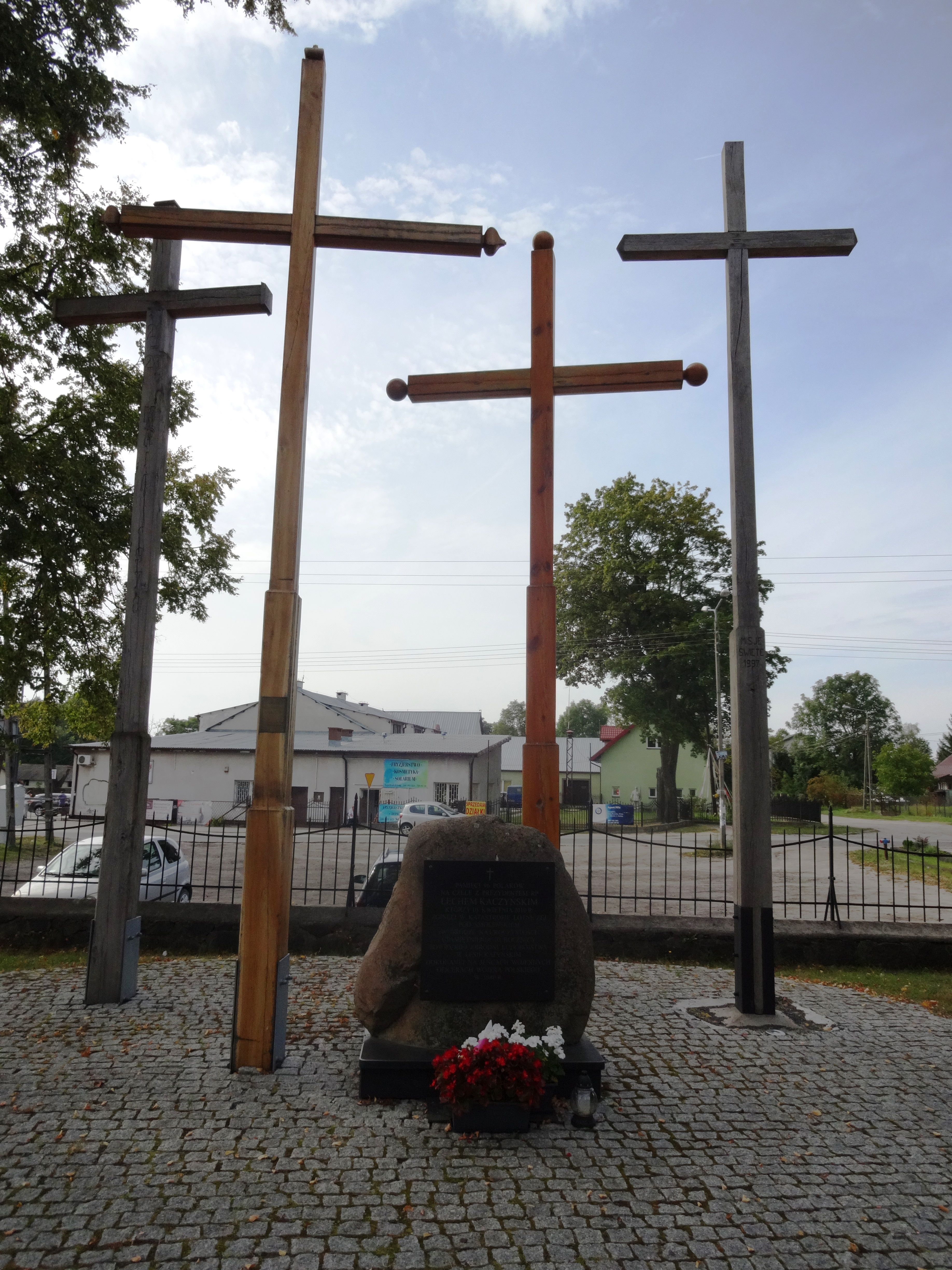
Kamień i krzyże poświęcone pamięci ofiar katastrofy smoleńskiej przed kościołem

Wnętrze kościoła jest podzielone dwoma rzędami słupów po dwa, tworząc dwie wąskie pseudo-nawy boczne. Strop jest płaski w nawie, w prezbiterium – pozorne sklepienie kolebkowe. Chór jest wysunięty ku wnętrzu i wsparty na dwóch słupach. Na belce tęczowej znajduje się późnogotycki krucyfiks z 2. połowy XVI wieku. Wystrój wnętrza ma charakter barokowo-ludowy z XIX wieku. Na ścianach wiszą obrazy z XVIII wieku. W ołtarzu bocznym znajduje się otoczony lokalnym kultem obraz „Matka Boża Gliniecka”, pochodzący z przełomu XIX i XX wieku, będący kopią fragmentu „Madonny Sykstyńskiej” Rafaela Santi. Ruchomą zasłonę obrazu stanowi wizerunek Matki Bożej w srebrnej sukience, ufundowany przez parafian w 1956 roku.
Wokół kościoła znajduje się kilka pamiątkowych krzyży i kamieni, w tym kamienie poświęcone pamięci żołnierzy Obwodu „Mewa” Armii Krajowej, ofiar katastrofy smoleńskiej, dęby pamięci poświęcone Lechowi i Marii Kaczyńskim.
Kościół, stojąca obok drewniana dzwonnica z drugiej połowy XIX wieku oraz cmentarz przykościelny są zabytkami wpisanymi w 1962 roku do rejestru zabytków województwa mazowieckiego pod numerem 1013/685/62.
W kościele nagrywano fragmenty serialu TVP „Plebania”.

#### Kościół Św. Ducha
Kościół pod wezwaniem Ducha Świętego powstał około 1558 roku z fundacji Wawrzyńca Dobrzynieckiego herbu Ciołek. Był to drewniany budynek, znacznie mniejszy od kościoła parafialnego, położony poza miastem. Józef Łukaszewicz pisał, że uposażony był dość znacznie, bo posiadał wioskę z sześcioma włościanami odpracowujących pańszczyznę u plebana na jego dwóch jugerach roli. Wspomnianą wioską był Kruszówiec – ofiarowana kościołowi przez Wawrzyńca Dobrzynieckiego osada na lewym brzegu Świdra o powierzchni 1 włóki ziemi ornej. Na początku XVII wieku w wiosce tej żyli chłopi: Szymon Barbarzyk, Szymon Łożek, Mateusz Łożek, Piotr Pindara, Franciszek Pindara oraz Szymon Machiadar z rodzinami.
Przy kościele znajdował się cmentarz grzebalny i szpital-przytułek.
Kościół przetrwał pożar Wawrzyńczewa w 1577 roku jako jeden z nielicznych budynków, jednak wkrótce zaczął popadać w ruinę, głównie ze względu na brak funduszy na przeprowadzenie remontu. Na jego zły stan techniczny zwrócili uwagę wizytatorzy parafii już w 1603 roku. Po potopie szwedzkim kościół ulegał dalszej dewastacji. W 1728 roku pozostał już tylko sam szkielet, pozbawiony zadaszenia. Obecnie po świątyni nie ma żadnych śladów.

#### Księgi metrykalne
Obowiązek prowadzenia przez parafia ksiąg metrykalnych uchwalono na trwającym w latach 1545–1563 soborze trydenckim. Najwcześniejsze zachowane księgi z parafii w Gliniance pochodzą dopiero z II połowy XVII wieku, a są to: Liber baptysterium (księga chrztów) z lat 1667–1683 i 1743 – 1762, Liber martrimonio (księga ślubów) z lat 1743–1796 oraz Liber mortuorum (księga zgonów) z lat 1711–1724, 1783 i 1797. Część informacji, zawartych w księgach urodzeń z lat 1794–1888, księgach ślubów 1794 – 1927 oraz księgach zgonów 1794 – 1945 dostępna jest na stronie http://geneteka.genealodzy.pl/.

## Oświata

### Szkoła parafialna
Pierwszą istniejącą w Gliniance placówką oświaty była szkoła parafialna. Grunty pod budynek o powierzchni 3 prętów i fundusze na budowę szkoły ofiarował w 1556 roku Wawrzyniec Dobrzyniecki. Uczniowie uczyli się czytania, pisania, liczenia, śpiewu, podstaw wiary rzymskokatolickiej. Jednym z pierwszych, jeżeli nie pierwszym rektorem był Jan z Sochaczewa, kantorem Grzegorz z Kazimierza. Rektorem w roku 1618 i być może następcą Jana z Sochaczewa był niejaki Grzegorz. Szkoła prawdopodobnie przetrwała potop szwedzki, gdyż z 1810 roku, kiedy to Gliniankę wizytował biskup, wzmianka, iż do miejscowej szkoły uczęszczało 36 dzieci.

### Szkoła podstawowa im. Wincentego Witosa
Początki istniejącej obecnie w Gliniance szkoły podstawowej im. Wincentego Witosa sięgają przełomu drugiej i trzeciej dekady XX wieku. Początkowo lekcje odbywały się w izbach w prywatnych domach, udostępnionych przez mieszkańców wsi. Szkoła ta była dwuklasowa. Mniejsze, jednoklasowe mieściły się w miejscowościach Ruda, Grzebowilk, Rudzienko, Zamienia, Rzakta i Celinów. W 1919 roku na sejmiku powiatowym w Mińsku Mazowieckim zadecydowano o wzniesieniu w Gliniance budynku szkoły. Zarząd gminy podjął decyzję w tej sprawie w 1928 roku, a wykupienie działki pod budynek nastąpiło, ze względu na brak funduszy, dopiero w 1934 roku. Wkrótce rozpoczęto budowę i w 1935 roku część gmachu szkoły oddano już do użytku. Pierwszym kierownikiem został Franciszek Czyż. II piętro ukończono w roku 1938. Wybuch II wojny światowej przerwał roboty i doprowadził do zamknięcia szkoły, w której budynku urządzono szpital. Szkołę ponownie otwarto w 1940 roku. Niemcy ograniczyli program nauczania, zakazując m.in. nauki historii. Uczono takich przedmiotów jak język polski, religia, przyroda, arytmetyka z geometrią, rysunki, zajęcia praktyczne, ćwiczenia cielesne, w niektórych klasach również roboty kobiece. W 1943 roku Gestapo przesłuchiwało w szkole mieszkańców Glinianki, w tym Franciszka Czyża, podejrzanych o działalność konspiracyjną. W roku szkolnym 1944/45 ponownie wśród przedmiotów pojawiły się historia i geografia. W kolejnym roku szkolnym uczono także języka francuskiego.
| Rok szkolny | Liczba uczniów |
| ----------- | -------------- |
| 1939/40     | 23             |
| 1940/41     | 36             |
| 1941/42     | 23             |
| 1942/43     | 22             |
| 1943/44     | 25             |
| 1944/45     | 14             |

W 1945 roku dyrektorem szkoły został po Franciszku Czyżu Kazimierz Wierzbicki, który piastował ten urząd do 1950 roku. Następnie władzę przejął Władysław Kulesza, dyrektor do 1964 roku.

## Ochrona zdrowia
Przy wybudowanym około 1558 roku kościele Św. Ducha, leżącym poza Wawrzyńczewem znajdował się przytułek-szpital. Szpital ten nie cieszył się zbytnią popularnością, z czasem, z braku funduszy na jego utrzymanie zaczął popadać w ruinę. W 1603 roku został uposażony w 200 złp ówczesnych u właściciela Siennicy, pobliskiego miasta, Kaspra Siennickiego, była to jednak kwota zbyt niska, by móc zapewnić utrzymać budynek w odpowiednim stanie i zapewnić pensjonariuszom dobre warunki. W 1618 roku w szpitalu przebywało jedynie dwóch kuracjuszy pod opieką medyka. W XIX wieku szpital przeniesiono do drewnianego, krytego słomą budynku o wymiarach 10 na 5 metrów. Chałupa podzielona była na dwie części: w jednej przebywali pacjenci, druga natomiast stanowiła mieszkanie organisty. Szpitalik zamknięto po powstaniu styczniowym, kiedy nastąpiły zmiany systemowe finansowania duchowieństwa.
W Gliniance znajduje się jedna apteka – „Matuszewski Grzegorz Apteka”, położona przy ulicy Napoleońskiej 46c.